# The Shine Tour
Fue la gira en promoción del séptimo álbum de estudio de Cyndi Lauper, que contó con conciertos en Estados Unidos y Canadá. La gira fue acompañada igual con, la pequeña gira, abriendo los conciertos de Cher en Living Proof: The Farewell Tour.

## Listado de canciones
El Setlist cambiaba en cada presentación.

### Estreno[1]
1. Shine
2. Change Of Heart
3. Rather Be With You
4. Wide Open
5. Sisters Of Avalon
6. She Bop
7. Madonna Whore
8. It's A Beautiful Thing
9. Edge Of The Earth
10. What's Going On
11. Water's Edge
12. All Through The Night
13. It's Hard To Be Me
14. Money Changes Everything

encore
1. Time After Time
2. Girls Just Want To Have Fun
3. True Colors